# Alonso de León "El Mozo"
Alonso de León, El Mozo (Cadereyta, Nuevo Reino de León, Virreinato de Nueva España, 1639 ó 1640 - Coahuila, Virreinato de Nueva España, España, 1691), fue un militar, administrador virreinal y explorador novohispano, recordado por haber dirigido varias expediciones en el noreste de México y en los valles de Texas y haber fundado en un tercer intento la Villa de Santiago de la Monclova (Coahuila), pero que fue despoblada al poco tiempo, en gran parte debido al conflicto sobre la jurisdicción política y control del territorio que habría de ser, a partir de 1689, la Provincia de San Francisco de Coagüila, ante las autoridades del reino de Nueva Vizcaya, que reclamaban tener todos los derechos desde el año de 1577. 
Alonso de León fue capitán, alcalde de Cadereyta y gobernador del Nuevo Reino de León y de Coahuila. La provincia de San Francisco de Coahuila surgió a partir de octubre de 1689, aunque en este último cargo de León solo lo ejerció por un año, debido a que falleció.

## Formación militar
Alonso de León nació en Cadereyta, Nuevo León entre los años de 1639 o 1640. Fue el tercer hijo de Alonso (Pérez) de León y de Josefa González, y se le apodó El Mozo para distinguirlo de su padre, que también fue una figura muy destacada de la época en la región. A la edad de diez años, fue enviado a España donde se matriculó en la escuela naval. 
En 1657 se unió a la Armada Española, pero su servicio como cadete naval fue breve ya que regresó a Nuevo León en 1660. 

### Administrador colonial
Alonso de León fue nombrado en 1667  alcalde de Cadereyta, desempeñando el puesto hasta 1675. En la década de 1680, ya se había convertido en un amante de la naturaleza, además de un experimentado y exitoso empresario y en 1682 solicitó al virrey de Nueva España una franquicia para explotar los depósitos de sal a lo largo del río de San Juan, concesión que le fue concedida por quince años.
Fue gobernador de Nuevo León durante los años de 1682 a 1684, sucediendo a Diego de Villarreal (1681-1682) y siendo sucedido por Antonio de Echevérez y Subiza (1684-1687).
En 1687 De León se convirtió en gobernador de Coahuila, cargo que desempeñó hasta 1691. Tres años después, en colaboración con el franciscano Damián Massanet, fundaron la primera misión española al este de Texas.

## Expediciones

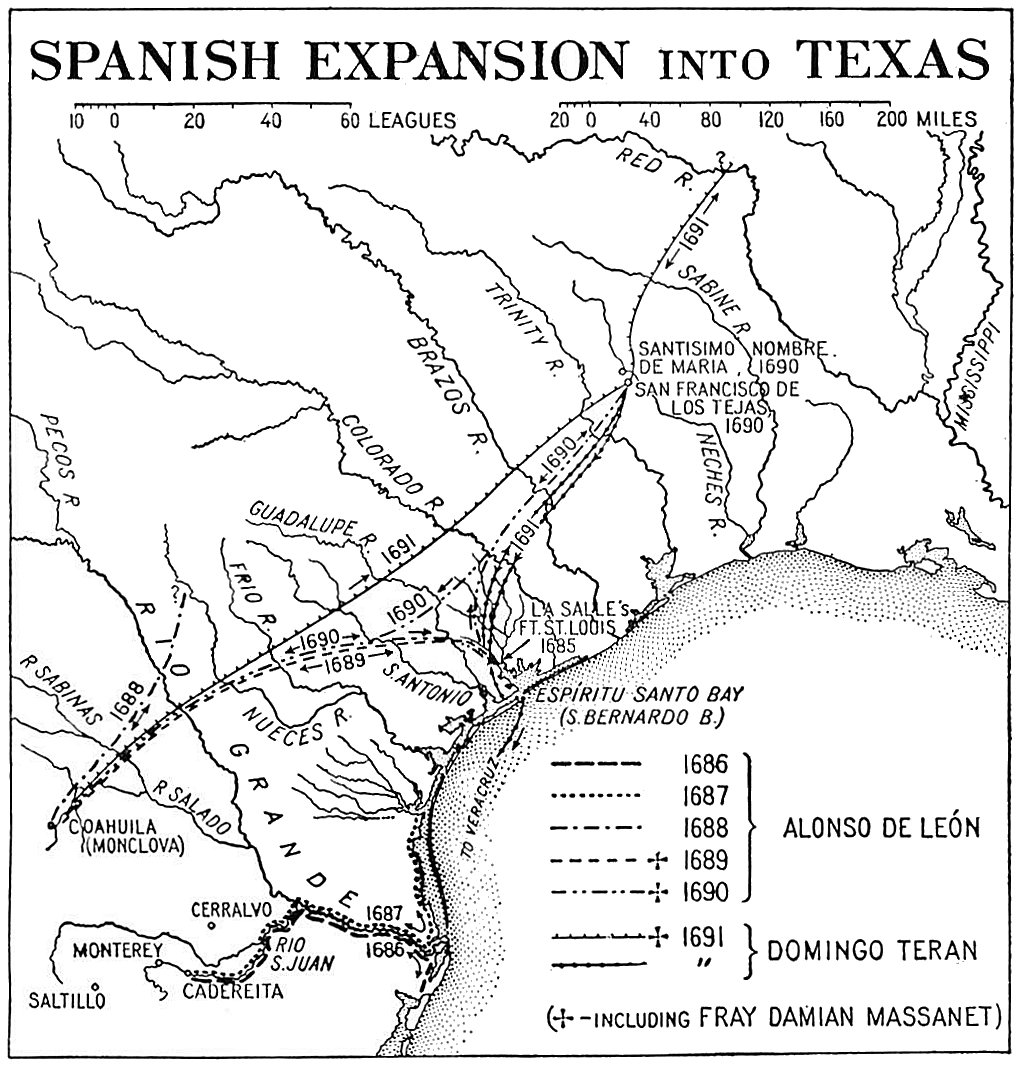
Exploraciones españolas en Texas

Hacia el final de 1686 el virrey de la Nueva España, Gaspar de la Cerda y Mendoza, fue informado de que algunos militares franceses al mando de René Robert Cavelier de La Salle habrían establecido algún asentamiento en las costas del actual estado de Texas, por lo que ordenó a De León que pusiera en marcha una expedición para expulsarlos.
Durante las siguientes dos décadas, El Mozo lideró una serie de expediciones —cuatro entre 1686 y 1689.—que cruzaron la región de la costa noreste de Nueva España, así como las orillas del río de San Juan.
La primera expedición siguió el río de San Juan hasta su confluencia con el río Grande. Alonso marchó por la margen derecha del río hasta la costa y luego volvió hacia el sur, hacia el río de las Palmas (hoy río Soto la Marina). Este esfuerzo no produjo ninguna prueba concluyente de que los franceses hubieran visitado la región. Alonso De Leon fue el primer explorador de lo que hoy es San Juan de los Esteros (hoy Matamoros, Tamaulipas) en 1686.
El 18 de octubre de 1687, De León tomó el mando del Presidio de San Francisco de los Tejas, acompañado por un pequeño ejército de soldados, los cuales serían más tarde los primeros españoles en establecerse en 1715 en San Antonio del Bejár.
En febrero de 1687, De León inició su segunda expedición bordeando el río Grande, probablemente cerca del sitio de la actual Roma-Los Saenz, y siguió por la margen izquierda del río. De León prosiguió por la costa de Texas y sus alrededores hasta el lago de la Santísima Trinidad (ahora bahía de Baffin (Texas)), pero tampoco encontró evidencias de los franceses.
La tercera expedición se inició el 19 de mayo de 1688, tras tener noticias del explorador tlaxcalteca Agustín de la Cruz sobre un hombre blanco que estaba habitando entre los indios, en una ranchería al norte del río Grande. Fue así que De León capturó al francés Jean Jarry, quien había desertado de la expedición de La Salle y ha sido conocido en la historia como Jean Gery.
La cuarta expedición salió de Coahuila el 27 de marzo de 1689 con una fuerza de 114 hombres, entre ellos el capellán Damián Massanet, además de soldados, sirvientes, arrieros y el propio prisionero francés, Jarry, que a pesar de haber sido declarado mentalmente afectado, fue considerado por De León como valioso traductor y guía, y que finalmente lo condujo, el 20 de abril de 1689, a los restos de lo que había sido el fuerte St. Louis, que en esos momentos ya había sido abandonado.
Después de regresar a Coahuila, De León envió a Jerry para reunirse con representantes de una tribu indígena en el río Grande. Esta es la última mención conocida de Jerry, quien presuntamente habría muerto antes de la siguiente expedición de El Mozo a Texas. «En este viaje eche de menos al viejo francés —escribiría más tarde De León— debido a su conocimiento de todas las lenguas indígenas de la región. Siempre me fue fiel. Sólo con su ayuda fue posible descubrir los asentamientos de los que él provenía». 
El 12 de agosto de 1689, Alonso fundó la Villa de Santiago de la Monclova, actualmente Monclova (Coahuila).
En 1691 el virrey de la Nueva España decretó una orden real para establecer más presidios y misiones en Texas, siendo De León el encargado para este propósito; sin embargo, en 1693 la población indígena se rebeló contra De León y casi todas las misiones fueron destruidas.

## El legado de Alonso de León

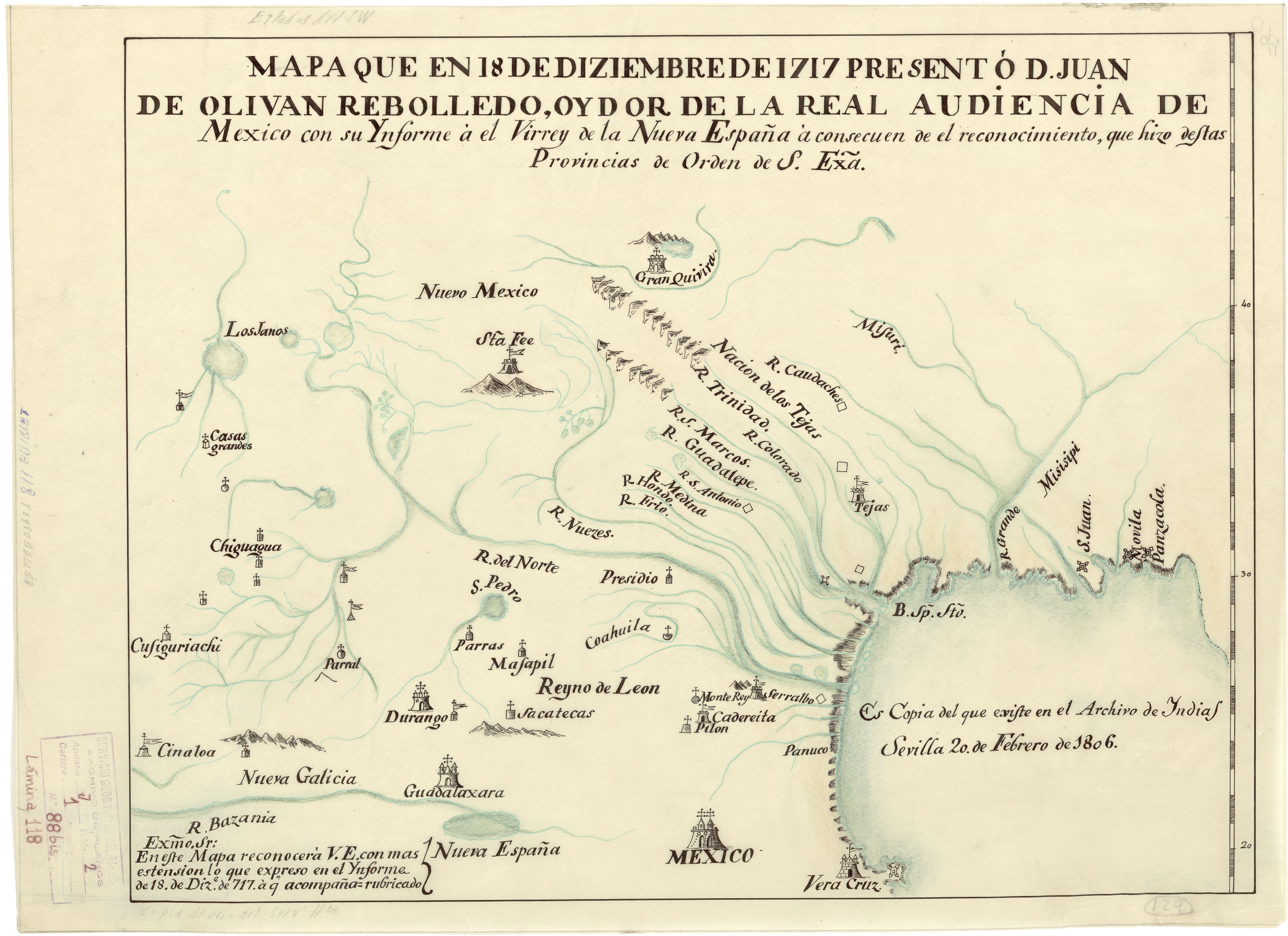
Ríos nombrados por Alonso de León: Guadalupe, Nueces, Medina y Trinity

A Alonso De León, se le atribuye ser un soldado honesto y pionero en el establecimiento de misiones españolas a lo largo de la frontera lo que actualmente es hoy el estado de Texas. De esta forma, Alonso estuvo involucrado en el establecimiento en 1690 de Misión de San Francisco de los Tejas, la primera misión española al este de Texas, y como resultado de estas exploraciones, De León es el responsable de haber nombrado varios ríos de Texas, incluyendo el río Guadalupe, el río Medina, el río Nueces y el río Trinity.
De León murió de muerte natural en Coahuila. Sus sobrevivientes incluyen a su esposa, Agustina Cantú, cuatro hijos y dos hijas. Algunos de sus descendientes aún viven en el estado mexicano de Nuevo León. Su última voluntad se firmó el 20 de marzo de 1691. 

## Obras
- Relacion de mi viaje a la Bahía de San Bernardo, dirigida al Exmo. Sr. Virrey de NE, Conde de Galves (1689) Archivo General de Indias
- Diarios de Alonso de León (1689) Universidad de México
- Relacion y Discursos del descubrimiento, poblacion y pacificacion del Nuevo Reino de Leon, temperamento y calidad de la tierra, dirigidos por Alonso de Leon al lllmo. Sr. Dn. Juan de Mafiosca, Inquisidor del Santo Oficio de la N. E. afto de (1690) Universidad de México [2]